# Statistična spremenljivka
Statistična spremenljivka je merljiva lastnost ali atribut posamezne statistične enote, ki je predmet statističnega preučevanja. Tako spremenljivka navadno označuje lastnost, ki se skozi čas ali med različnimi statističnimi enotami spreminja. Tak koncept spremenljivke je široko uporabljan v naravoslovnih, družboslovnih in medicinskih znanostih.

### Tipi statističnih spremenljivk
Vsebinsko so statistične spremenljivke razdeljene na krajevne (geografske), ki se navezujejo na lokacijo; časovne, ki se navezujejo na čas; in stvarne, med katere sodijo vse ostale oblike spremenljivk.
Glede na izražanje vrednosti spremenljivke je moč te razdeliti na dve poglavitni skupini, na atributivne (njihova vrednost je izražena opisno, tako npr. spol ali zaposlitev) in numerične spremeljivke (vrednost teh je izražena številčno, npr. nadmorska višina vrha).
Različne operacije merjenja prinašajo tudi informacije različnih tipov in glede na to so statistične spremenljivke oblikovane v štiri skupine:
- nominalne spremenljivke - vrednosti niso razdeljene hierarhično, pač pa enakovredno; tako je moč določiti le, ali se dve spremenljivki med seboj razlikujeta, ne pa tudi določiti manj ali bolj vredne izmed spremenljivk (npr. kraj bivanja)
- ordinalne spremeljivke -  vrednosti so razdeljene hierarhično; možno je vrednostno rangiranje spremenljivk, ne pa tudi določanje količine razlik med njimi (npr. kategorije onesnaženosti rek)
- intervalne spremenljivke - vrednosti so razdeljene hierarhično in po skali, zato je mogoče določiti razliko med posameznimi vrednostmi; te spremenljivke nimajo določene absolutne ničelne vrednosti (npr. temperatura v °C)
- razmernostne (kardinalne) spremenljivke - hierarhično razdeljene vrednosti, označene po skali; imajo tudi absolutno ničlo (npr. količina padavin)

Glede na tovrstni tip statistične spremenljivke je možno različno število statističnih analiz. Najmanj jih je moč opraviti z nominalnimi spremenljivkami, največ pa z razmernostnimi.
V vzročnih modelih je najpomembnejša razlika med neodvisnimi in odvisnimi spremenljivkami - slednje praviloma variirajo zaradi odziva na spremembe v prvih. Pri znanstvenih eksperimentih to pomeni, da lahko raziskovalci izbirajo ali spreminjajo neodvisne spremenljivke neodvisno od drugih dejavnikov. V primeru preizkusa, ali se točka vretja vode spreminja z nadmorsko višino, je slednjo moč neposredno spreminjati in je zato neodvisna spremenljivka, medtem ko je vrelišče, za katerega se domneva, da se bo spreminjalo glede na to neodvisno spremenljivko, odvisna spremenljivka.